# Cocoarota
Cocoarota es un género de foraminífero bentónico de la subfamilia Gavelinellinae, de la familia Gavelinellidae, de la superfamilia Chilostomelloidea, del suborden Rotaliina y del orden Rotaliida. Su especie tipo es Anomalina cocoaensis. Su rango cronoestratigráfico abarca desde el Bartoniense (Eoceno medio) hasta el Priaboniense (Eoceno superior).

## Clasificación
Cocoarota incluye a las siguientes especies:
- Cocoarota cocoaensis †
- Cocoarota madrasensis †
- Cocoarota orali †